# Madison Genesis
L'equip Madison Genesis (codi UCI: MGT) és un equip ciclista britànic de categoria continental. Creat el 2013, competeix principalment als circuits continentals de ciclisme.

## Principals victòries
- Velothon Wales: Thomas Stewart (2016)

### Grans Voltes
- Tour de França
  - 0 participacions

- Giro d'Itàlia
  - 0 participacions

- Volta a Espanya
  - 0 participacions

## Composició de l'equip
| \| Llista de l'equip 2017 \| Llista de l'equip 2017 \| Llista de l'equip 2017 \| Llista de l'equip 2017 \| \| Ciclista \| Data de naixement \| Equip previ \| \| \| --------------------------------------- \| ---------------------- \| ------------------------- \| ---------------------- \| \| Alexandre Blain \| 7 de març de 1981 \| Marseille 13 KTM (2015) \| \| \| Mathew Cronshaw \| 30 de setembre de 1988 \| Giordana Racing (2014) \| \| \| Joe Evans \| 2 de desembre de 1996 \| \| \| \| Taylor Gunman \| 14 de març de 1991 \| Avanti Racing Team (2015) \| \| \| Richard Handley \| 1 de setembre de 1990 \| ONE Pro Cycling (2016) \| \| \| Matthew Holmes \| 8 de desembre de 1993 \| Team Raleigh (2013) \| \| \| Tobyn Horton \| 7 de octubre de 1986 \| \| \| \| Gruffudd Lewis \| 10 de novembre de 1997 \| Pedal Heaven (2015) \| \| \| Jonathan McEvoy \| 2 de agost de 1989 \| NFTO (2016) \| \| \| Alex Paton \| 10 de maig de 1990 \| Pedal Heaven (2016) \| \| \| Erick Rowsell \| 29 de juliol de 1990 \| \| \| \| Connor Swift \| 30 de octubre de 1995 \| \| \| \| \| \| \| \| \| Fonts: ProCyclingStats Cycling Quotient \| \| \| \| |                        |                           |  |
| Llista de l'equip 2017 |                        |                           |  |
| Ciclista | Data de naixement      | Equip previ               |  |
| Alexandre Blain | 7 de març de 1981      | Marseille 13 KTM (2015)   |  |
| Mathew Cronshaw | 30 de setembre de 1988 | Giordana Racing (2014)    |  |
| Joe Evans | 2 de desembre de 1996  |                           |  |
| Taylor Gunman | 14 de març de 1991     | Avanti Racing Team (2015) |  |
| Richard Handley | 1 de setembre de 1990  | ONE Pro Cycling (2016)    |  |
| Matthew Holmes | 8 de desembre de 1993  | Team Raleigh (2013)       |  |
| Tobyn Horton | 7 de octubre de 1986   |                           |  |
| Gruffudd Lewis | 10 de novembre de 1997 | Pedal Heaven (2015)       |  |
| Jonathan McEvoy | 2 de agost de 1989     | NFTO (2016)               |  |
| Alex Paton | 10 de maig de 1990     | Pedal Heaven (2016)       |  |
| Erick Rowsell | 29 de juliol de 1990   |                           |  |
| Connor Swift | 30 de octubre de 1995  |                           |  |
| |                        |                           |  |
| Fonts: ProCyclingStats Cycling Quotient |                        |                           |  |

## Classificacions UCI

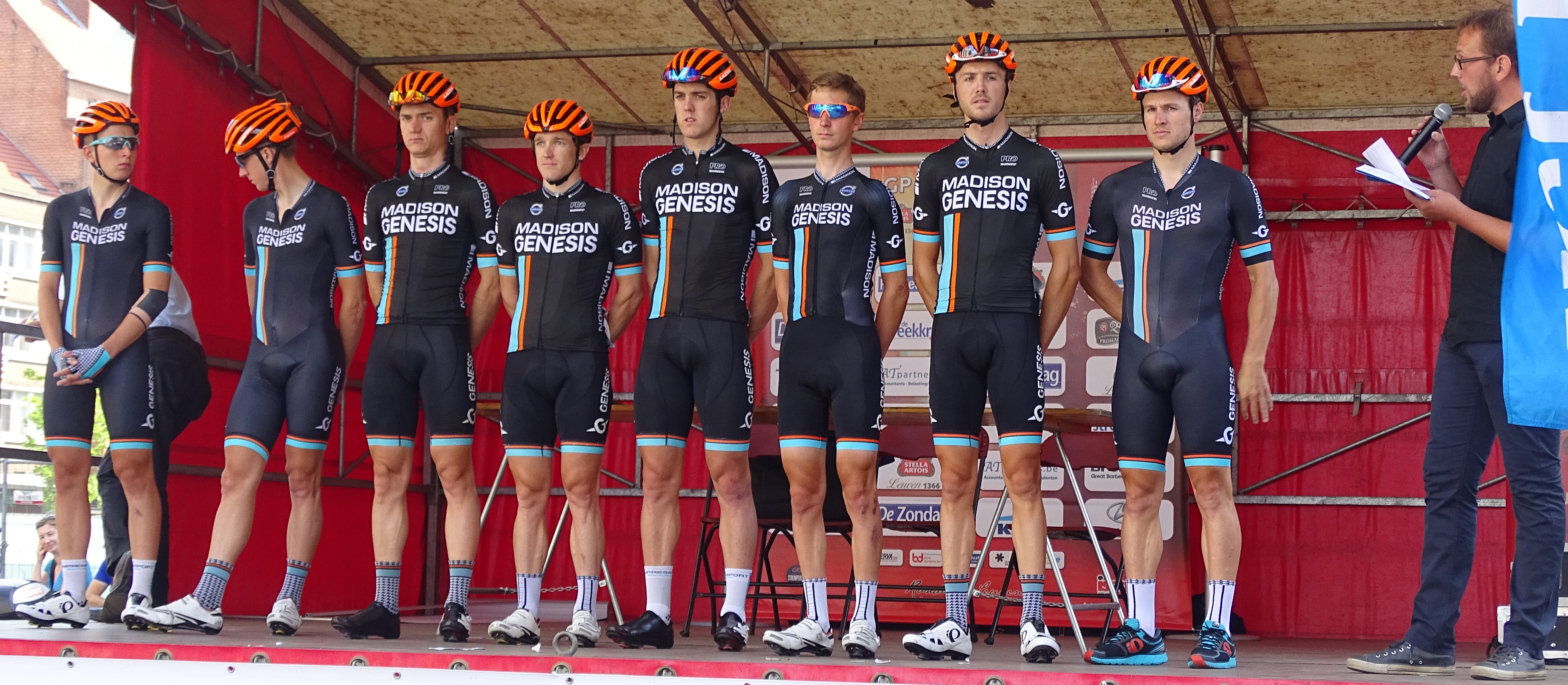
L'equip al 2015

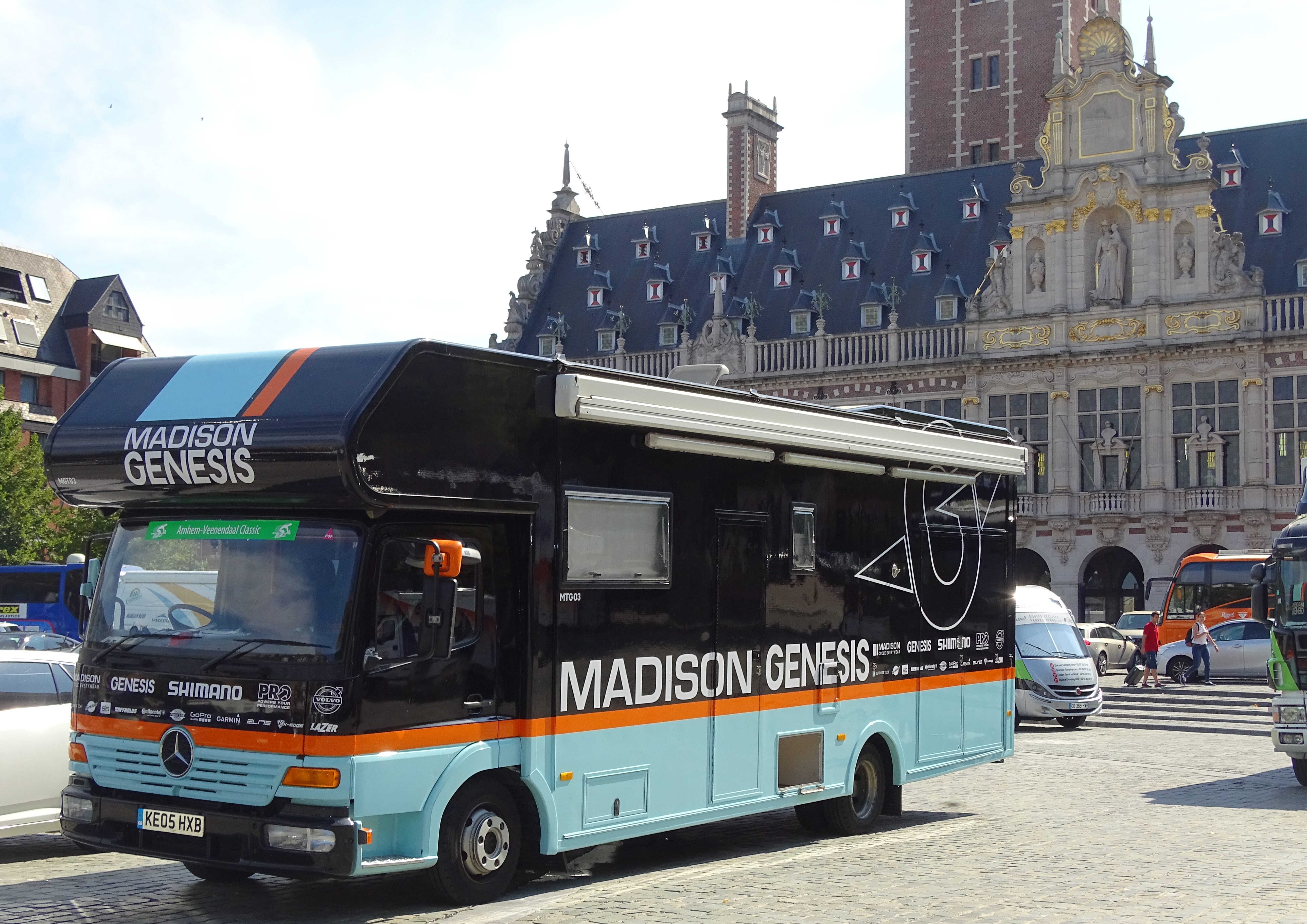
Vehicle de l'equip al 2015

L'equip participa en les proves dels circuits continentals i principalment en les curses del calendari de l'UCI Europa Tour.
UCI Àsia Tour
| Temporada | Classificació per equips | Millor ciclista en la classificació individual |
| --------- | ------------------------ | ---------------------------------------------- |
| 2013      | 61è                      | Liam Holohan (207è)                            |

UCI Europa Tour
| Temporada | Classificació per equips | Millor ciclista en la classificació individual |
| --------- | ------------------------ | ---------------------------------------------- |
| 2013      | 105è                     | Ian Bibby (393è)                               |
| 2014      | 66è                      | Thomas Stewart (344è)                          |
| 2015      | 78è                      | Thomas Stewart (408è)                          |
| 2016      | 58è                      | Thomas Stewart (191è)                          |
| 2017      | 98è                      | Matthew Holmes (673è)                          |

UCI Oceania Tour
| Temporada | Classificació per equips | Millor ciclista en la classificació individual |
| --------- | ------------------------ | ---------------------------------------------- |
| 2014      | 7è                       | Thomas Scully (16è)                            |
| 2016      | 9è                       | Taylor Gunman (52è)                            |